# Горбачик Валерій Сергійович
Валерій Сергійович Горбачик (біл. Валерый Сяргеевіч Гарбачык, нар. 19 січня 1995, Пуховичі, Мінська область, Білорусь) — білоруський футболіст, нападник клубу «Торпедо-БелАЗ».

## Клубна кар'єра
Вихованець мінського «Динамо» розпочав виступати за дубль на позиції захисника у 2011 році. З 2013 року тренувався з першою командою «Динамо», але так і не зіграв за неї. Сезон 2015 року провів в оренді в «Березі-2010» у Першій лізі, де його використовували як нападника. Наприкінці сезону «Береза-2010» припинила своє існування, а вже на початку 2016 року Горбачик готувався до нового сезону з основною командою «Динамо», але в березні 2016 року відправився в оренду до клубу «Смолевичі-СТІ».
У сезоні 2017 року став повноцінним гравцем команди «Смолевичі». З 15-ма голами став одним із найкращих бомбардирів Першої ліги й допоміг команді вийти у Вищу лігу. У грудні 2017 року продовжив контракт з клубом. На початку 2018 року став капітаном команди, яка змінила назву на «Смолевичі».
У серпні 2018 року перейшов до жодинського «Торпедо-БелАЗу», де також став основним нападником. У липні 2020 року відданий в оренду латвійському клубу «Лієпая».
У березні 2021 року, залишивши «Лієпаю» по закінченні терміну оренди, почав тренуватися в «Торпедо-БелАЗ», відновлюючись після травми, і незабаром потрапив до заявки команди.

## Кар'єра в збірній
Виступав за юнацькі та молодіжну збірні Білорусі.

## Титули і досягнення
- Володар Кубка Латвії (1):

«Лієпая»: 2020
- Володар Кубка Білорусі (1):

«Торпедо-БелАЗ»: 2022-23

## Статистика виступів
| Сезон    | Дивізіон | Клуб            | Країна   | Матчі | Голи |
| -------- | -------- | --------------- | -------- | ----- | ---- |
| 2011     | дубль    | «Динамо»        | Білорусь | 2     | 0    |
| 2012     | дубль    | «Динамо»        | Білорусь | 14    | 0    |
| 2013     | дубль    | «Динамо»        | Білорусь | 22    | 0    |
| 2014     | дубль    | «Динамо»        | Білорусь | 30    | 1    |
| 2015     | Д2       | «Береза-2010»   | Білорусь | 28    | 12   |
| 2016     | Д2       | «Смолевичі-СТІ» | Білорусь | 25    | 8    |
| 2017     | Д2       | «Смолевичі-СТІ» | Білорусь | 29    | 15   |
| 2018 (1) | Д1       | «Смолевичі»     | Білорусь | 16    | 5    |
| 2018 (2) | Д1       | «Торпедо-БелАЗ» | Білорусь | 14    | 4    |
| 2019     | Д1       | «Торпедо-БелАЗ» | Білорусь | 25    | 5    |
| 2020 (1) | Д1       | «Торпедо-БелАЗ» | Білорусь | 16    | 5    |
| 2020 (2) | Д1       | «Лієпая»        | Латвія   | 9     | 3    |